# UB-143号潜艇
陛下之UB-143号艇是德意志帝国海军于第一次世界大战期间建造的其中一艘UB-III型近岸潜艇或称U艇。它由不来梅的威悉船厂承建，于1918年8月21日新船下水，至同年10月3日交付使用。其全长55.85米，水面及水下排水量分别为523吨和653吨，艇载武器则包括五具500毫米鱼雷发射管以及一门105毫米口径甲板炮。由于入役时已临近战争结束，UB-143号未及参与任何作战。战后，该艇于1918年12月1日被引渡至日本正式投降，并一度以O-7号潜艇（日语：〇七潜水艦）之名在大日本帝国海军运用。

## 设计
UB-143号是不来梅威悉船厂承建的第四批次UB-III型潜艇之一，由德意志帝国海军潜艇监察局于1917年6月27日订购，同年10月27日动工，至1918年8月21日下水。其全长55.85米，舷宽5.8米。艇体采用双壳体结构，水面及水下排水量分别为523吨和653吨，浮起时的吃水深度为3.75米。由于无需像UC-II型艇那样提供水雷布设装置，设计工程师对潜艇舷弧进行了优化，增大了司令塔体积，配备两具潜望镜，司令塔与控制室之间增加一道水密舱壁。这些改进显著提高了潜艇的水下机动性和生存力。为了达到更高的航速，UB-143号采用两台奔驰六缸四冲程550匹公制馬力（405千瓦特）柴油机用于水面运行，以及两台394匹公制馬力（290千瓦特）的船舶联盟（Schiffsunion）电动发电机用于水下航行；水面最高航速13.5節（25.0每小時），水下7.5節（13.9每小時）；能够在水面以6節（11每小時）航速续航7,280海里（13,480），或以4節（7.4每小時）连续在水下航行55海里（102）而无需充电。
UB-143号的主武器为五具500毫米艇艏鱼雷发射管，其中艇艏四具采用层叠式布局分居两侧、艇艉一具，并可搭载合共10枚G6型鱼雷。辅助武器则是一门105毫米45倍径速射炮。其标准船员编制为3名军官加31名水兵。

## 服役历史
1918年10月3日，UB-143号在前UC-20和UC-74号艇长、海军中尉汉斯·阿达尔贝特·冯德吕赫的指挥下正式入役，随即展开海试。但由于入役时间较迟，该艇至战争结束时尚未及完成海试，因此亦未参与任何作战行动。战后，根据对德停战协议的要求，UB-143号于1918年11月26日被引渡至英国，并在哈维奇正式向协约国投降。同年12月19日，该艇作为战利品由日本接收，并更名为“O-7号潜艇”（〇七潜水艦）。经过出海调试后，O-7号由大日本帝国海军的第二特务舰队负责押送，经马耳他拖抵横须贺。O-7号未編入日本海军序列，而是在完成整修后用于研究和测试，为日本潜艇的发展作出了贡献。至1921年6月，该艇在横须贺海军工厂拆解，自1924年2月起用作横须贺的浮船坞。

## 脚注
1. ↑  Rössler，第56頁.
2. 1 2  Helgason, Guðmundur. . German and Austrian U-boats of World War I - Kaiserliche Marine - Uboat.net.   [2009-02-13].
3. 1 2 3 4  Gröner 1991，第25-30頁.
4. 1 2  Helgason, Guðmundur. . German and Austrian U-boats of World War I - Kaiserliche Marine - Uboat.net.   [2015-03-11].
5. ↑  陈进，第239頁.
6. ↑  Herzog，第91頁.